# Babulang
Babulang is een bestuurslaag in het regentschap Lampung Selatan van de provincie Lampung, Indonesië. Babulang telt 1268 inwoners (volkstelling 2010).